# Mambatutafälle
Die Mambatutafälle sind eine hohe Wasserschnelle des Flusses Luapula in der Provinz Luapula auf der Grenze zwischen der Demokratischen Republik Kongo und Sambia.

## Beschreibung
Vor den Mambatutafällen ist der Luapula ein mehrere hundert Meter breiter Sumpf, verengt dann sein Bett, stürzt über eine lange Felsschräge zu Tal, wo er zwischen Bergen eingeschlossen erst nach Westen mäandert, dann sehr bald fast gerade nach Norden fließt. Die Fälle sind sehr schwer zugänglich. Der Distrikt Milenge ist von jeder Art Zivilisation nahezu unerschlossen. Es gibt weder Fotos noch Reisebeschreibungen.